# 瓜馬爾 (梅塔省)
瓜馬爾是哥倫比亞的城鎮，位於該國中部，由梅塔省負責管轄，距離首府比亞維森西奧43公里，始建於1956年，面積638平方公里，海拔高度616米，2005年人口8,933。
3°52′48″N 73°45′56″W / 3.88°N 73.7656°W